# 轮苞血桐
轮苞血桐（学名：Macaranga rosuliflora）为大戟科血桐属下的一个种。

## 扩展阅读
- 維基物種上的相關：轮苞血桐